# Whiplash (Band)
Whiplash ist eine im Jahre 1984 gegründete Thrash-Metal-Band aus Passaic, New Jersey.

## Geschichte
Die Band wurde ursprünglich von den „drei Tonys“ gegründet: Tony Portaro (Gesang, Gitarre), Tony Scaglione (Schlagzeug) und Tony Bono (Bass). In den Jahren 1984 und 1985 wurden drei Demos veröffentlicht. 1985 wurde ebenfalls ihr Debütalbum mit dem Titel Power and Pain über Roadrunner Records veröffentlicht.
Joe Cangelosi ersetzte Tony Scaglione im Jahre 1986, als dieser die Band verließ, um für eine Tour bei Slayer Dave Lombardo zu ersetzen.
Cangelosi nahm ein Jahr später (1987) mit den beiden Tonys das Album Ticket to Mayhem auf. 1989 kam Glenn Hansen als neuer Sänger dazu. Zu viert nahmen sie das Album Insult to Injury (1989) auf.
Nach diesem Album lösten sich Whiplash überraschend auf, um sich 1996 wieder zu vereinen. Mit neuer Euphorie produzierten sie die Studioalben Cult of One (1996) und Sit Stand Kneel Prey (1997).
1998 vereinten sich die ehemaligen „drei Tonys“ für ein letztes Album, das noch im gleichen Jahr erscheinen und Thrashback heißen sollte. Im selben Jahr lösten sie sich jedoch zum zweiten Mal auf.
2002 starb Bassist Tony Bono an einem Herzinfarkt im Alter von 38 Jahren.
2008 gründete sich die Band zum zweiten Mal neu. Circa ein Jahr später, im August 2009, erschien ihr siebtes Studioalbum mit dem Titel Unborn Again über das Label Pulverised Records. Das Cover-Artwork stammt von Ed Repka. Harris Johns war für das Album der zuständige Produzent.

## Diskografie

### Demos
- 1984: Fire Away
- 1984: Thunderstruk
- 1985: Looking Death in the Face

### Alben
- 1985: Power and Pain (Roadracer Records)
- 1987: Ticket to Mayhem (Roadrunner Records)
- 1989: Insult to Injury (Roadrunner Records)
- 1996: Cult of One (Massacre Records)
- 1997: Sit Stand Kneel Prey (Massacre Records)
- 1998: Thrashback (Massacre Records)
- 2009: Unborn Again (Pulverised Records)

### Kompilationen
- 1999: Messages in Blood – The Early Years (Best Of) (Massacre Records)